# El Maestro (Buffyverso)
El Maestro (interpretado por el actor Mark Metcalf) es un personaje ficticio de la serie televisiva Buffy la cazavampiros y también participa en el spin off Angel. Jefe de la Orden de Aurelius, es el primer antagonista de la cazadora Buffy y el vampiro más anciano.
Su apariencia es similar a la del Conde Orlok de Nosferatu, eine Symphonie des Grauens. Kurt Barlow, el vampiro de El misterio de Salem's Lot (1979), también era llamado "El Maestro" y lucía como Orlok.

## Biografía
El Maestro era el líder de la Orden de Aurelius, un culto vampírico en el que, entre otros, participaban Darla, Luke y los Tres. Se desconoce su edad exacta aunque se sabe que es muy viejo. Él convirtió a Darla en vampiro en 1608, quien a su vez convirtió a Angel años más tarde. A diferencia de otros vampiros, el Maestro no asumía una apariencia humana. Durante un flashback en uno de los episodios de Angel, Darla le cuenta a Angelus (Angel) que «el Maestro ha superado la maldición de los rasgos humanos». Otra diferencia respecto a los vampiros comunes es que el Maestro puede controlar a Buffy mediante hipnosis (otros vampiros que luego demuestran esta misma capacidad son Drácula y Drusilla). En el guion de Joss Whedon para el episodio piloto se indicaba que el nombre del personaje es Heinrich Joseph Nest y que su edad era de 600 años.
El Maestro fue el primer gran enemigo de Buffy. Llegó a Sunnydale buscando abrir la infame Boca del Infierno, centro místico que conecta este plano con otros mundos infernales, para liberar a los demonios en nuestra dimensión y dominar el mundo. Sin embargo, el ritual provocó un terremoto que derribó parte de la ciudad y lo arrastró, quedando sepultado bajo tierra. Además, el intento fallido encerró al Maestro en un campo de fuerza espacio-temporal del cual no podía escapar, salvo durante "La Cosecha", acontecimiento que se produce una vez cada siglo. Atrapado místicamente, necesitaba enviar a un discípulo, conocido como "La Vasija", para que le proporcionara suficientes almas y así usarlas para liberarse, para lo cual eligió al vampiro Luke.
Cuando Buffy desafía a Angel a luchar contra el Maestro, a pesar de que es un personaje muy valiente y heroico, este se dice que se niega «Porque tengo miedo». Angelus conoció por primera vez al Maestro mediante Darla, e insultó su apariencia sin mostrar ningún miedo, respeto o reconocer su superioridad. Cuando su paciencia se acabó, y sin esfuerzo alguno, el Maestro lo echó a la superficie a pesar de que Angelus es un vampiro grande y poderoso. Años más tarde, el Maestro describía a Angelus como la criatura más salvaje que hubiese conocido, y afirmaba que está destinado a ser su mano derecha. 
El Maestro estaba relacionado de alguna manera con un demonio de tres cabezas comúnmente llamado "La Semilla de la Boca del Infierno". Durante la escapada del Maestro de la Boca del Infierno (en el episodio "La chica de la profecía"), aquel demonio luchó contra Giles, Willow, Cordelia, Jenny y Xander en el interior de la biblioteca del Instituto Sunnydale, mientras Buffy enfrentaba al Maestro en el tejado, justo encima de la biblioteca. Durante la pelea con el demonio de tres cabezas, una tabla de la biblioteca quedó volcada con una pata rota hacia arriba, de manera que parecía una estaca larga. Buffy lanzó al Maestro a través de un tragaluz en el tejado, cayendo sobre la pata de la mesa. La carne muerta del Maestro se desvaneció, dejando solamente sus huesos (a diferencia de la mayoría de los vampiros). El Ungido, el niño que era su mano derecha, intentó utilizar más tarde esos huesos en un ritual para devolverlo a la vida, pero Buffy interrumpió el ritual y destruyó los huesos con una maza. Poco después, el Ungido fue asesinado por Spike. 
A pesar de su muerte, el Maestro apareció en otras ocasiones tanto en Buffy como en el spin-off Angel, normalmente mediante flashbacks. Una circunstancia a destacar sucedió en el episodio "El deseo" de Buffy, donde Cordelia involuntariamente deseó frente a Anyanka que Buffy nunca hubiera llegado a Sunnydale, lo que la transportó a una realidad alternativa donde el Maestro gobernaba la ciudad junto con versiones vampíricas de Willow y Xander, Angel era una especie de cachorro torturado y toda la población vivía aterrada al ponerse el sol. Justo antes de que esta realidad volviera a la normalidad, el Maestro mataba a Buffy haciendo realidad la misma profecía que cumplió en "La chica de la profecía". 
En el primer videojuego de Buffy, la cazavampiros, el Maestro regresa como fantasma que temporalmente posee a Angel con la ayuda de un trío de demonios conocidos como los Soñadores.

## Linaje
|                   |  |  |  |                      |                      |                      |                      |                       |                       |                       |                       |                            |                       |  |  | El Maestro (????-1997)          |                          |                          |                          |                          |                          |  |  |                          |                          |                          |                          |                          |                          |  |  |
|                   |  |  |  |                      |                      |                      |                      |                       |                       |                       |                       |                            |                       |  |  |                                 |                          |                          |                          |                          |                          |  |  |                          |                          |                          |                          |                          |                          |  |  |
|                   |  |  |  |                      |                      |                      |                      |                       |                       |                       |                       |                            |                       |  |  |                                 |                          |                          |                          |                          |                          |  |  |                          |                          |                          |                          |                          |                          |  |  |
|                   |  |  |  |                      |                      |                      |                      |                       |                       |                       |                       |                            |                       |  |  | Darla (1609-1997)               |                          |                          |                          |                          |                          |  |  |                          |                          |                          |                          |                          |                          |  |  |
|                   |  |  |  |                      |                      |                      |                      |                       |                       |                       |                       |                            |                       |  |  |                                 |                          |                          |                          |                          |                          |  |  |                          |                          |                          |                          |                          |                          |  |  |
|                   |  |  |  |                      |                      |                      |                      |                       |                       |                       |                       |                            |                       |  |  |                                 |                          |                          |                          |                          |                          |  |  |                          |                          |                          |                          |                          |                          |  |  |
|                   |  |  |  |                      |                      |                      |                      |                       |                       |                       |                       |                            |                       |  |  | Liam/Angelus/Angel (1753-2004+) |                          |                          |                          |                          |                          |  |  |                          |                          |                          |                          |                          |                          |  |  |
|                   |  |  |  |                      |                      |                      |                      |                       |                       |                       |                       |                            |                       |  |  |                                 |                          |                          |                          |                          |                          |  |  |                          |                          |                          |                          |                          |                          |  |  |
|                   |  |  |  |                      |                      |                      |                      |                       |                       |                       |                       |                            |                       |  |  |                                 |                          |                          |                          |                          |                          |  |  |                          |                          |                          |                          |                          |                          |  |  |
|                   |  |  |  |                      |                      |                      |                      |                       |                       |                       |                       |                            |                       |  |  |                                 |                          |                          |                          |                          |                          |  |  |                          |                          |                          |                          |                          |                          |  |  |
|                   |  |  |  |                      |                      |                      |                      |                       |                       |                       |                       |                            |                       |  |  |                                 |                          |                          |                          |                          |                          |  |  |                          |                          |                          |                          |                          |                          |  |  |
|                   |  |  |  |                      |                      |                      |                      |                       |                       |                       |                       |                            |                       |  |  |                                 |                          |                          |                          |                          |                          |  |  |                          |                          |                          |                          | Sarah Holtz (1764)       |                          |  |  |
|                   |  |  |  |                      |                      | Penn (1786-1999)     |                      |                       |                       |                       |                       |                            |                       |  |  |                                 |                          |                          |                          |                          |                          |  |  |                          |                          |                          |                          |                          |                          |  |  |
|                   |  |  |  |                      |                      |                      |                      |                       |                       |                       |                       | Drusilla (1860-2001+)      |                       |  |  |                                 |                          |                          |                          |                          |                          |  |  |                          |                          |                          |                          |                          |                          |  |  |
|                   |  |  |  |                      |                      |                      |                      |                       |                       |                       |                       |                            |                       |  |  |                                 |                          |                          |                          |                          |                          |  |  |                          |                          |                          |                          |                          |                          |  |  |
|                   |  |  |  |                      |                      |                      |                      |                       |                       |                       |                       |                            |                       |  |  |                                 |                          |                          |                          |                          |                          |  |  |                          |                          |                          |                          |                          |                          |  |  |
|                   |  |  |  |                      |                      |                      |                      |                       |                       |                       |                       | William/Spike (1880-2004+) |                       |  |  |                                 |                          |                          |                          |                          |                          |  |  |                          |                          |                          |                          |                          |                          |  |  |
|                   |  |  |  |                      |                      |                      |                      |                       |                       |                       |                       |                            |                       |  |  |                                 |                          |                          |                          |                          |                          |  |  |                          |                          |                          |                          |                          |                          |  |  |
|                   |  |  |  |                      |                      |                      |                      |                       |                       |                       |                       |                            |                       |  |  |                                 |                          |                          |                          |                          |                          |  |  |                          |                          |                          |                          |                          |                          |  |  |
|                   |  |  |  |                      |                      |                      |                      |                       |                       |                       |                       | Anne (1880)                |                       |  |  |                                 |                          |                          |                          |                          |                          |  |  |                          |                          |                          |                          |                          |                          |  |  |
|                   |  |  |  |                      |                      |                      |                      |                       |                       |                       |                       |                            |                       |  |  |                                 |                          |                          |                          |                          |                          |  |  |                          |                          |                          |                          |                          |                          |  |  |
|                   |  |  |  |                      |                      |                      |                      |                       |                       |                       |                       |                            |                       |  |  |                                 |                          |                          |                          | Sam Lawson (1943-2004)   |                          |  |  |                          |                          |                          |                          |                          |                          |  |  |
|                   |  |  |  |                      |                      |                      |                      |                       |                       |                       |                       |                            |                       |  |  |                                 |                          |                          |                          |                          |                          |  |  |                          |                          |                          |                          |                          |                          |  |  |
|                   |  |  |  | Sheila Mercer (1997) | Sheila Mercer (1997) | Sheila Mercer (1997) | Sheila Mercer (1997) | Sheila Mercer (1997)  | Sheila Mercer (1997)  |                       |                       |                            |                       |  |  |                                 |                          |                          |                          |                          |                          |  |  | Theresa Klusmeyer (1998) | Theresa Klusmeyer (1998) | Theresa Klusmeyer (1998) | Theresa Klusmeyer (1998) | Theresa Klusmeyer (1998) | Theresa Klusmeyer (1998) |  |  |
|                   |  |  |  | Sheila Mercer (1997) | Sheila Mercer (1997) | Sheila Mercer (1997) | Sheila Mercer (1997) | Sheila Mercer (1997)  | Sheila Mercer (1997)  |                       |                       |                            |                       |  |  |                                 |                          |                          |                          |                          |                          |  |  | Theresa Klusmeyer (1998) | Theresa Klusmeyer (1998) | Theresa Klusmeyer (1998) | Theresa Klusmeyer (1998) | Theresa Klusmeyer (1998) | Theresa Klusmeyer (1998) |  |  |
| Darla (2000-2001) |  |  |  |                      |                      |                      |                      |                       |                       |                       |                       |                            |                       |  |  |                                 |                          |                          |                          |                          |                          |  |  |                          |                          |                          |                          |                          |                          |  |  |
|                   |  |  |  |                      |                      |                      |                      | Holden Webster (2002) | Holden Webster (2002) | Holden Webster (2002) | Holden Webster (2002) | Holden Webster (2002)      | Holden Webster (2002) |  |  | Charlotte y otros (2002)        | Charlotte y otros (2002) | Charlotte y otros (2002) | Charlotte y otros (2002) | Charlotte y otros (2002) | Charlotte y otros (2002) |  |  |                          |                          |                          |                          |                          |                          |  |  |

- Darla es la única que se ve bebiendo de Sarah, la hija de Daniel Holtz, en el episodio "Acelerando" de la serie Angel. Sin embargo, Darla también dice que Angel fue el único vampiro al que haya convertido, por lo que es probable que ambos bebieran de ella, y que Angelus fuera quien la convirtió.
- El año en que Penn fue convertido proviene del guion del episodio de Angel "Sonámbulo".
- Además de Holden Webster, Spike convirtió a muchos vampiros mientras estaba bajo la influencia del Primero. El vampiro que Spike estaca en "Durmiente" es llamado Charlotte en el guion del episodio.

## Apariciones
El Maestro apareció en 11 episodios canónicos dentro del Buffyverso:
Buffy la cazavampiros
Primera temporada: "Bienvenidos a la boca del infierno", "La cosecha", "Nunca mates al chico en la primera cita", "Angel", "Pesadillas horribles", "La chica de la profecía"
Segunda temporada: "cuando ella era mala" (cameo; interpretado por David Boreanaz)
Tercera temporada: "El deseo","Buffy la cazavampiros (3ª temporada)#3x16 Doble personalidad|Doble personalidad" (en flashbacks a "El deseo")
Séptima temporada: "La lección" (como manifestación del Primero)
Angel
Segunda temporada: "Darla" (flashback)